# دوري كال (الريف الشرقي)
دوري كال (بالفارسية: دور یکل) هي منطقة سكنية تقع في إيران في قسم الريف الشرقي الريفي. يقدر عدد سكانها بـ 173 نسمة .